# Sainte-Marie-Salomé
Pour les articles homonymes, voir Sainte-Marie et Salomé.
Sainte-Marie-Salomé est une municipalité dans la municipalité régionale de comté de Montcalm au Québec, située dans la région administrative de Lanaudière.

## Toponymie
Cette localité est nommée en l'honneur de Salomé la Myrophore. Le gentilé des habitants de Sainte-Marie-Salomé est les Saloméens et Saloméennes.

## Histoire
La fondation de Sainte-Marie-Salomé remonte à 1888, lorsque la municipalité fut créée à même le territoire de Saint-Jacques. Le territoire est peuplé depuis 1767 par des victimes de la Déportation des Acadiens de 1755. En effet, dès 1767, des concessions furent distribuées à 25 chefs de famille acadienne en un lieu maintenant connu sous l'appellation de ruisseau Vacher. Ils durent conquérir l'espace nécessaire à leur survie en faisant une trouée dans cette forêt de géants.
Le 10 décembre 2016 la municipalité de la paroisse de Sainte-Marie-Salomé change son statut pour celui de municipalité.

## Géographie
La municipalité de Sainte-Marie-Salomé se situe au niveau de la région physiographique des basses-terres du Saint-Laurent. Elle est couverte de boisés sur un peu moins de 50 % de sa superficie. Sa flore se compose principalement de feuillus et de divers résineux, dont le sapin baumier et l'épinette blanche.
Sainte-Marie-Salomé est l'une des quatre municipalités de la Nouvelle-Acadie.
Le ruisseau Vacher traverse la municipalité d'ouest en est. Le ruisseau Saint-Georges, qui coule d'ouest en est, délimite le sud de la municipalité.

## Démographie
| 1991  | 1996  | 2001  | 2006  | 2011  | 2016  | 2021  |
| ----- | ----- | ----- | ----- | ----- | ----- | ----- |
| 1 116 | 1 189 | 1 166 | 1 256 | 1 164 | 1 209 | 1 221 |

## Administration
Les élections municipales se font en bloc pour le maire et les six conseillers.
| Sainte-Marie-Salomé Maires depuis 2002                                                                               |                 |                   |          |
| Élection | Maire           | Qualité           | Résultat |
| 2002 | Maurice Richard | Maire depuis 1995 | Voir     |
| 2005 | Maurice Richard | Maire depuis 1995 | Voir     |
| 2009 | Maurice Richard | Maire depuis 1995 | Voir     |
| 2013 | Véronique Venne |                   | Voir     |
| 2017 | Véronique Venne | Voir              |          |
| 2021 | Véronique Venne | Voir              |          |
| Élection partielle en italique Depuis 2005, les élections sont simultanées dans toutes les municipalités québécoises |                 |                   |          |

## Économie
L'agriculture est la principale activité économique de la municipalité.

## Éducation
La Commission scolaire des Samares administre les écoles francophones:
- École de Sainte-Marie-Salomé[5]

La Commission scolaire Sir Wilfrid Laurier administre les écoles anglophones:
- École primaire Joliette à Saint-Charles-Borromée[6]
- École secondaire Joliette à Joliette[7]